# Theretra epicles
Theretra epicles är en fjärilsart som beskrevs av Jean Baptiste Boisduval 1847. Theretra epicles ingår i släktet Theretra och familjen svärmare. Inga underarter finns listade i Catalogue of Life.